# Damastes flavomaculatus
Damastes flavomaculatus là một loài nhện trong họ Sparassidae.
Loài này thuộc chi Damastes. Damastes flavomaculatus được Eugène Simon miêu tả năm 1880.